# Massacre de Senigallia
Le massacre de Senigallia a été perpétré entre le 31 décembre 1502 et le 18 janvier 1503 dans la ville de Senigallia par César Borgia, duc de Valentinois, contre ses rivaux, Vitellozzo Vitelli, le duc de Gravina Francesco Orsini, Paolo Orsini et Oliverotto da Fermo qui complotèrent pour mettre fin à ses visées politiques et pour l'empêcher de reprendre la ville de Bologne gouvernée par Giovanni II Bentivoglio. Le projet de César Borgia établi avec son père le pape Alexandre VI était d'établir sa propre principauté en Romagne. Les détails du massacre ont été rapportés par Nicolas Machiavel en 1503, dans un ouvrage historique Description de la façon dont le duc de Valentinois a tué Vitellozzo Vitelli, Oliverotto da Fermo, le signor Pagolo et le duc de Gravina Orsini. Envoyé en mission auprès de César Borgia par la république de Florence, il suivit de près les évènements avant de repartir le 20 janvier 1503.

## Histoire

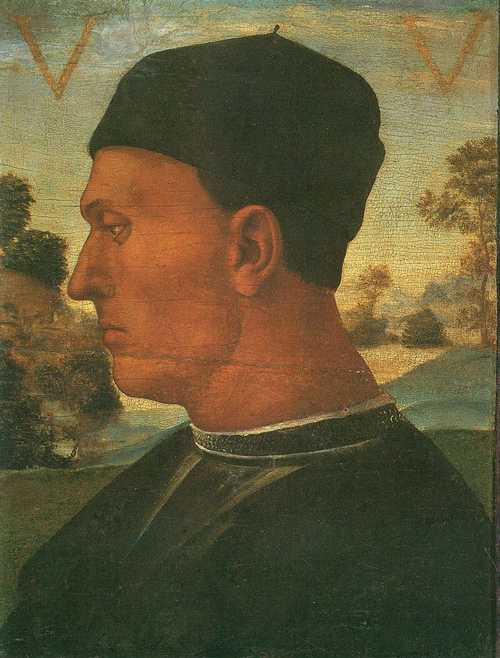
Portrait de Vitellozzo Vitelli, peinture de Luca Signorelli

### Les origines
En 1502, Louis XII accorda à César Borgia, à qui il avait refusé la prise de Florence, l'autorisation de se rendre à Bologne pour y rétablir les droits et l'autorité papale à condition de préserver les intérêts des seigneurs locaux, les Bentivoglio. Le 2 septembre 1502, Alexandre VI publia un bref citant Bentivoglio et ses deux fils à comparaître à Rome pour examiner les moyens d'établir un meilleur gouvernement à Bologne. Tous les Bolognais prirent alors parti contre Rome. César Borgia se rendit à Imola pour y préparer une possible expédition punitive sans attendre l'accord des capitaines des condotte qui l'accompagnaient. Le 17 septembre, à l'expiration du délai de grâce de quinze jours accordé par le pape, le bref fut lu une seconde fois dans le palais du Reggimento  ce qui entraina la révolte des Bolognais qui prirent les armes. Les condottieres de Borgia étant alors à proximité de Pérouse, le Valentinois ne put riposter. 
Ce projet contrevenait au traité de 1501 entre César Borgia et les Bentivoglio signé lors de la capitulation de Castel Bolognese. Les capitaines de Borgia, Vitellozzo Vitelli et les Orsini s'étant portés garants du traité, ils ne pouvaient donc pas participer à une entreprise dirigées contre Bologne craignant d'être eux-mêmes chassés de leurs terres et exterminés une fois la ville prise.

### Les protagonistes
Vitellozzo Vitelli dirigeait Città di Castello dans la terreur depuis une cinquantaine d'années. Au moment des faits, il était rongé par la syphilis. Jeune et courageux, Gian Paolo Baglioni, qui avait servi un temps les intérêts de la famille Da Varano de Camerino, précipita les Pérugins dans un véritable enfer. Oliverotto Fogliano de Fermo, orphelin et élevé par son oncle Giovanni qu'il tua, s'était engagé dès sa jeunesse auprès des autres condottieres. Paolo et Francesco Orsini appartenaient au parti Guelfe et profitaient de la puissance de Borgia pour maîtriser la puissance des barons romains gibelins, les Colonna, les Caetani et les Savelli.

### La conspiration de Magione
Dès le 25 septembre 1502, Vitellozzo Vitelli, Giampaolo et Gentile Baglioni de Pérouse se retrouvèrent à Todi où ils décidèrent de refuser d'attaquer Bologne s'ils en recevaient l'ordre et de faire appel aux autres condottieres du Valentinois. Cinq jours plus tard, Vitellozzo Vitelli, Oliverotto de Fermo, Paolo Orsini , son cousin Francesco, Gian Paolo Baglioni de Pérouse et Antonio Giordano, ministre de Pandolfo Petrucci, qui représentait Sienne, se réunirent à Magione, au domicile du cardinal Giovanni Battista Orsini, pour discuter d'un plan destiné à supprimer le duc. Cette réunion fut décidée avant que César Borgia ne reçoive l'aide promise par le roi de France Louis XII pour la conquête de Bologne. Les Orsini s'étaient joints à la rébellion car Louis XII aurait dit à leur cardinal que le pape avait l'intention d'exterminer leur famille. Deux décisions y furent prises, la première étant de ne pas abandonner Bentivoglio de Bologne, et la seconde de demander le soutien des Florentins et des Vénitiens. En outre, pour que la conspiration réussisse, il fut décidé de conclure une alliance avec le Duché d'Urbin.

### Les préparatifs du complot
Les Florentins, craignant par dessus tout que Vitelli et les Orsini rétablissent les Médicis, refusèrent de soutenir la conspiration. Ayant déjà exécuté Paolo Vitelli, le frère de Vitellozzo, ils envoyèrent dès le 5 octobre, Nicolas Machiavel avertir Borgia, qui était à Imola, de la trahison de ses capitaines.  
Les troupes ayant suivi leurs capitaines dans la trahison, le Valentinois ne pouvait plus que compter sur les Florentins, sur quelques soldats envoyés par le roi de France Louis XII, ainsi que sur des mercenaires recrutés pour l'occasion. 

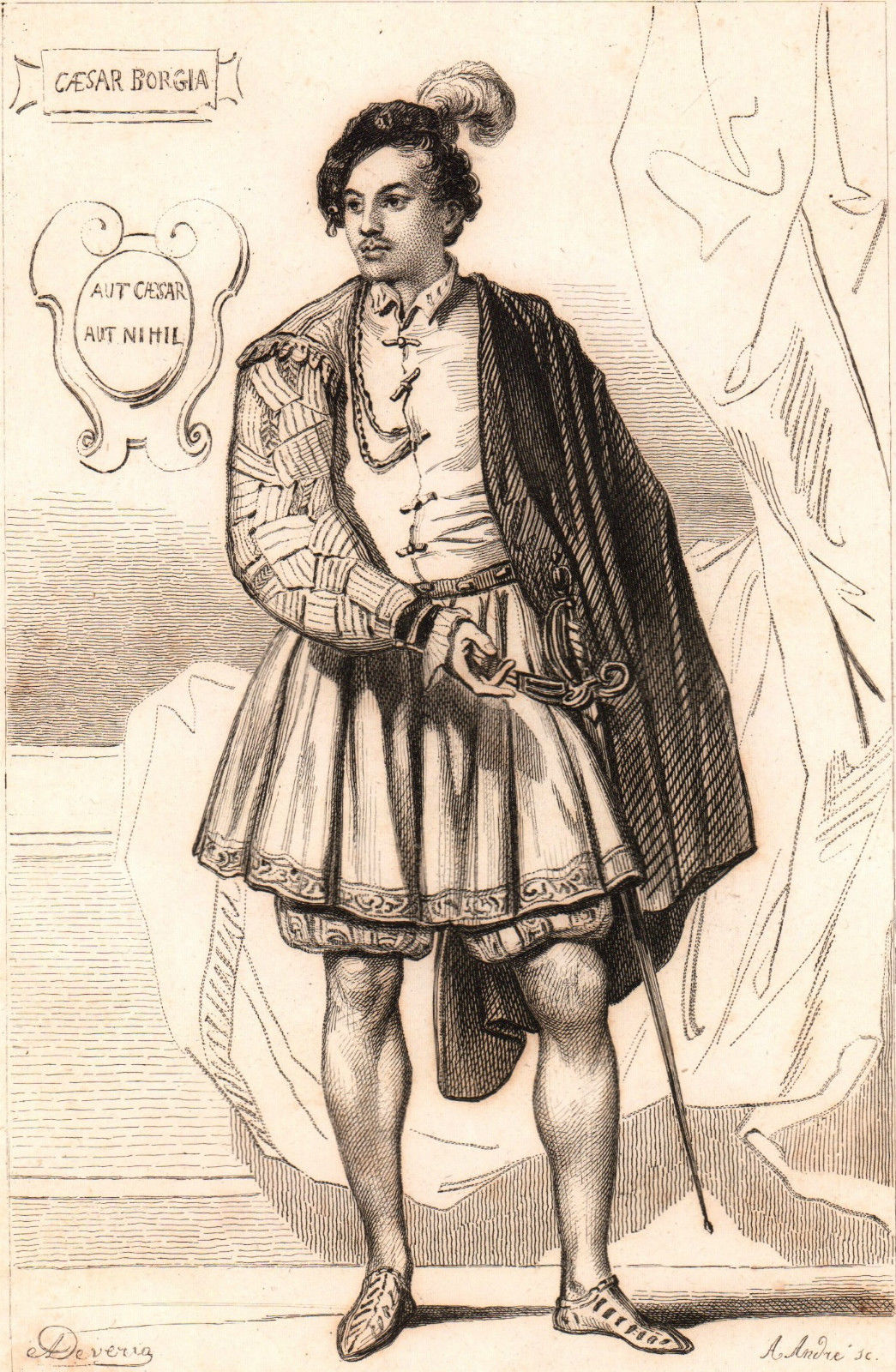
Cesare Borgia (presse)

S'appuyant notamment sur Giovanni Maria da Varano (it) de Forlì, les conspirateurs, réunis dans la « Ligue des condottieri » fomentèrent des rébellions et des troubles dans le territoire occupé par César Borgia dans le duché d'Urbin où la population de plusieurs villes exsangues et accablées par les excès de Borgia se souleva. Le 18 octobre Guidobaldo da Montefeltro put rentrer dans Urbino et reprendre le pouvoir. Des sbires de Borgia furent pendus tandis que des émeutes éclataient à Camerino qui avait été conquis le 21 juin par César Borgia. Les troupes du Valentinois participèrent ensuite à la bataille de Calmazzo remportée par Vitellozzo Vitelli et à celle de Fossombrone remportée par Vitellozzo et les Orsini. Pendant ce temps, Borgia réfléchissait à sa vengeance et communiquait le plan du massacre à ses partisans les plus fiables dont le cruel Ramiro de Lorca et le tueur attitré Michelotto Corella, expert dans l'usage de la corde pisane, corde à violon réservée à la strangulation des captifs encombrants.

### La mésentente des condottieres rebelles
La confiance était inexistante entre les conspirateurs et chacun œuvrait de son côté. Pandolfo Petrucci fit envoyer un messager auprès de Borgia pour l'assurer de sa volonté de ne pas lui nuire. Les Orsini négociaient à Rome directement avec le pape et Paolo envisagea d'aller à Imola pour assurer son fils de la fidélité de sa famille. Giovanni Bentivoglio, perfide, tenta d'approcher César par l'entremise d'Hercule d'Este afin de négocier avec lui.
À la suite d'une lettre de menace de Louis XII, Venise retira son soutien aux confédérés. Aussitôt Petrucci envoya son secrétaire négocier un arrangement avec Borgia. Paolo Orsini repartit d'Imola le 29 octobre avec un traité dans lequel César s'engageait à protéger les États des condottieres qui s'allieraient à lui et promettraient de servir lui et l'Église. Ses qualités de grand simulateur permirent à Borgia d'obtenir une trêve de la part des condottieres. Paolo Orsini céda aux tentatives de séduction constituées de cadeaux et de promesses de prébendes et conclut un accord avec Borgia le 10 novembre, convainquant également Vitellozzo et les autres condottieres d'obtempérer à la demande de paix qui fut conclue une semaine plus tard. Le 23 novembre un traité garantissant les Borgia et les Bentivoglio, dont le roi de France, Florence et Ferrare sont garants, est signé au Vatican réduisant à néant le grief qui avait provoqué la rébellion des mercenaires. Le 27, Paolo Orsini apporta à Imola un traité signé par tous qui les réconciliait avec César. Le 29, il parvint à Urbino dont il reprit possession au nom du Valentinois. Guidobaldo se retira à Città di Castello moyennant la promesse de conserver quatre forteresses, San Leo, Majuolo, Sant'Agata Feltria et Saint-Marin.

### Les condottieres piégés
Borgia chargea alors les condottieres de reconquérir des petites villes dont Senigallia,  une possession de la famille Della Rovere que Giovanna de Montefeltro tenait au nom de son jeune fils Francesco Maria Della Rovere, neveu de Guidobaldo d'Urbino. Le duc, qui avait quitté Imola le 10 décembre, passa quelques jours à Cesena avant de se diriger vers Senigallia où un régiment commandé par Andrea Doria défendait la citadelle.  Des problèmes de ravitaillement l'amenèrent à licencier le 20 décembre trois compagnies de lances françaises qui repartirent en Lombardie et à ne garder avec lui que deux compagnies de 50 hommes chacune. Ce renvoi des troupes fit disparaître les craintes que Vitelli et les autres condottieres avaient encore vis-à-vis de Borgia. Ils ignoraient l'arrivée de mille mercenaires suisses auxquels le Valentinois pouvait faire appel à tout moment. Ce dernier disposait alors d'une armée de 13 000 hommes dispersés dans différentes garnisons et invisibles aux yeux des espions des chefs mercenaires. Borgia était alors prêt à les exterminer. 
Le 22 décembre, un des plus fidèles serviteurs de Borgia, Ramiro de Lorca, fut arrêté à Cesena à son retour de Pesaro où il était allé se fournir en grain. Après trois jours de prison, il fut exécuté, officiellement pour malversations, mais en fait pour trahison et pour s'être entendu avec les condottieres pour piéger le duc. Celui-ci, grâce aux aveux de Ramiro, connaissait désormais exactement les projets des conjurés. Il partit de Cesena avec 10 000 fantassins et 3 000 cavaliers qu'il prit soin de faire venir à Senigallia par des chemins différents.  
Le 29 décembre, Senigallia était aux mains des condottieres, Giovanna da Montefeltro s'étant enfuie vers Venise. Borgia décida de s'y rendre le lendemain quand il apprit que seule la citadelle résistait encore et qu'Andrea Doria prétendait ne la rendre qu'à lui seul. De leur côté, persuadés d'avoir la supériorité militaire, les rebelles pensaient pouvoir le capturer alors qu'il serait entre la citadelle et leurs hommes qui entouraient la cité.

### Il bellissimo inganno
César Borgia retourna le piège contre ses auteurs dans ce que Paul Jove nomma il bellissimo inganno, « l'admirable stratagème ». Il Pagolo, Paolo Orsini, caution de Borgia, convainquit tous les anciens conspirateurs de participer dans la nuit du 31 décembre 1502 à un banquet dans la ville de Senigallia. Le matin du 31 décembre, Borgia arriva aux abords de la cité où les soldats d'Oliveretto, 1 000 fantassins et 150 cavaliers, étaient cantonnés. Commandée par Michelotto Corella, son avant garde de 200 lances se posta sur le pont du canal ce qui empêcha les troupes des condottieres d'entrer en ville. Contrairement à ses habitudes, César était protégé par une cuirasse. Francesco Orsini, Paolo et son fils, avancèrent sans armes suivis par Vitellozzo Vitelli qui, n'ayant pas eu le temps de prendre son armure et de préparer son cheval, était vêtu d'une cape noire doublée de vert et monté sur une mule.
Le Valentinois rencontra les condottieres à l'extérieur du village et embrassa Vitelli sur la joue en signe de réconciliation. Ensemble, ils pénétrèrent à Senigallia, où stationnaient quelques troupes d'Oliveretto, nettement inférieures en nombre à la condotta des « lances brisées » de Borgia. Ce dernier, conscient de l'absence d'Oliverotto, ordonna à Michelotto Corella, son lieutenant, qui lui avait trouvé un appartement dans le palais de Bernardino Quartari, pourvu d'une porte sur la façade et d'une autre à l'arrière, de le rejoindre et l'invita à l'« accompagner pour rencontrer le duc » . Il demanda à ses compagnons d'entrer avec lui pour préparer les plans de batailles à venir. Une fois tous assis, César se faufila hors de la pièce, fit disperser l'escorte dont ses hôtes n'avaient plus besoin, et à son signal, les condottieres furent encerclés par des hommes armés et faits prisonniers. Le Valentinois donna l'ordre d'attaquer les soldats de Vitelli et des Orsini stationnés dans les environs et de pourchasser ceux d'Oliveretto dans le faubourg de Senigallia livré aux saccages et aux pillages  . Après la fuite de Doria, Senigallia se rendit le même jour . 
Vitellozzo et Oliverotto furent tués dans la nuit du 31 décembre au 1er janvier, probablement de la main de Michelotto Corella, dans le palais Bernardino. Oliveretto avait tenté d'éviter cette mort ignominieuse en se plongeant une dague dans le cœur. Paolo Orsini et le duc de Gravina furent d'abord détenus à Castel della Pieve en raison de l'arrestation par Alexandre VI du cardinal Orsini, soutien d'un complot contre le pape et qui avait accueilli la conjuration de Magione, de Rinaldo Orsini et de Iacopo Santacroce , un gentilhomme romain qui soutenait la faction Orsini. Ces derniers furent libérés, tandis que le cardinal Orsini fut empoisonné à Château Saint-Ange. Après une courte captivité, Paolo et le duc de Gravina furent tués le 18 janvier 1503,  les autres deux semaines après, par Michelotto aidé par un autre tueur à gages, l'un étranglé et l'autre noyé.

## Réactions
Le Valentinois reçut de nombreuses louanges de ses contemporains pour « l'admirable stratagème  » de Senigallia qui engendra plus d'approbations que de critiques ou de répugnance. César fut en effet loué pour son réalisme politique grâce auquel il avait neutralisé des adversaires qui constituaient les seuls obstacles à son projet de conquérir la Romagne. Si Charlotte d'Albret fut horrifiée par l'acte de son mari, Louis XII jugea que c'était « un haut fait digne d'un Romain ». Machiavel considéra que  « ce massacre résultait du plus intelligent des calculs et portait la marque du génie intuitif du duc ». Isabelle de Gonzague, marquise de Mantoue, fit parvenir une lettre de félicitations à Borgia. 

## Conséquences
Il ne restait plus à César Borgia qu'à s'emparer des possessions des condottieres déchus. Il rétablit le pouvoir de l'Église romaine à Città di Castello. Gian paolo Baglioni avait réuni à Pérouse Guidobaldo d'Urbino, Fabio Orsini, Annibale et Venanzio Varano, et le neveu de Vitelli. À l'approche de Borgia, tous se dispersèrent. Baglioni s'enfuit à Sienne, tandis que Pérouse prêtait allégeance au Valentinois. Le 27 janvier, après qu'il eut lancé un ultimatum, les Siennois chassèrent Petrucci. Borgia repartit à Rome en passant par Viterbe qu'il laissa piller par ses soudards. Après avoir réglé le sort des Orsini et de leurs alliés, il affermit son pouvoir dans toute la Romagne grâce à des commissaires spéciaux nommés dans chacune des principales villes